# 恐竜渓谷ふくい勝山ジオパーク

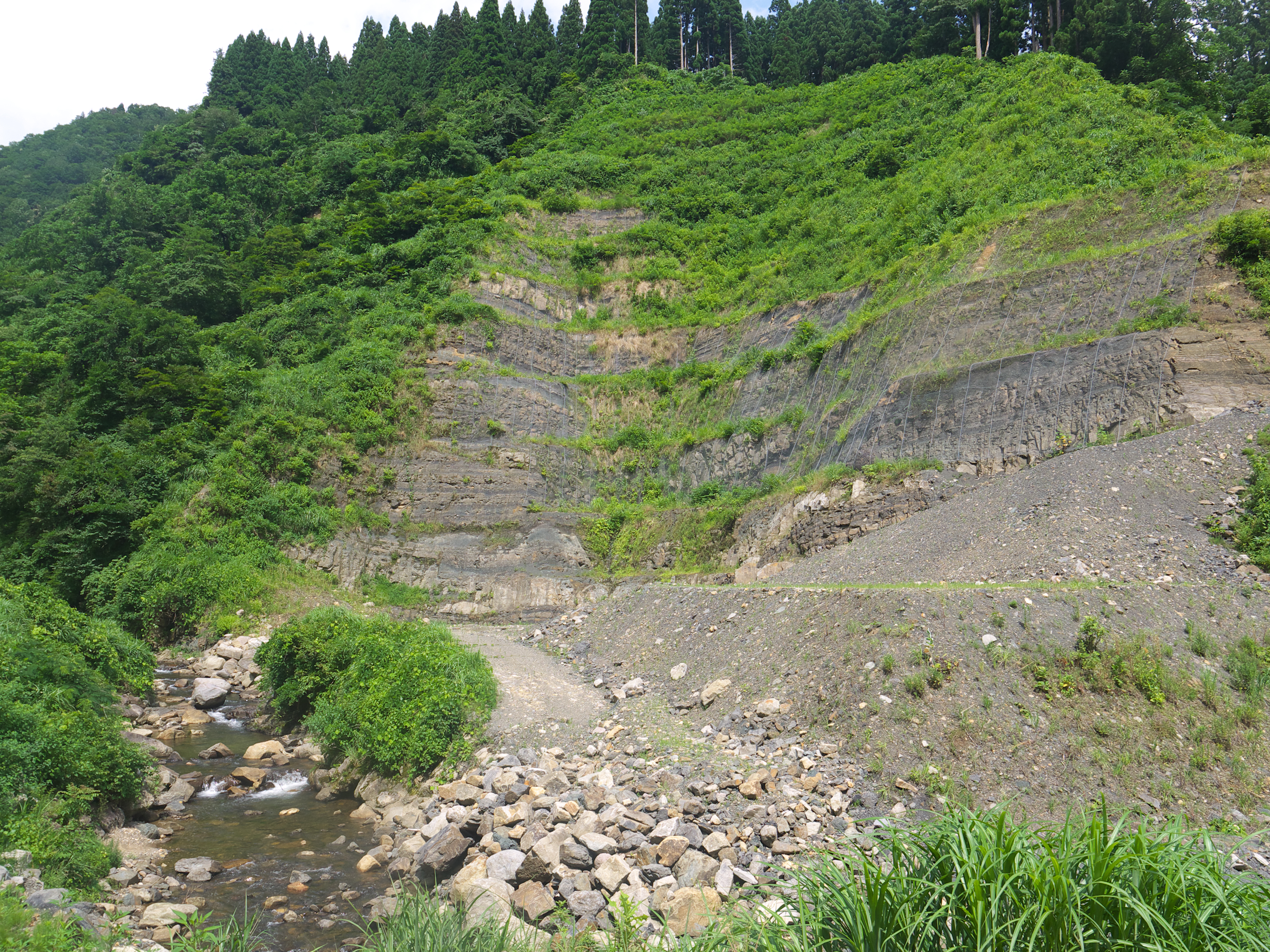
滝波川支流杉山川恐竜化石等発掘現場

恐竜渓谷ふくい勝山ジオパーク（きょうりゅうけいこくふくいかつやまジオパーク）は、福井県勝山市の全域をエリアとするジオパークである。一部は白山ユネスコエコパーク（白山BR）のエリアと重複しており、白山国立公園および奥越高原県立自然公園を含む。

## 概要
同ジオパークでは、滝波川の支流である杉山川沿いに白亜紀前期の地層「手取層群」が各所に露出しており、1989年（平成元年）から、福井県立恐竜博物館による恐竜化石発掘調査が継続して行われている。これまでに、北谷町杉山にある露頭からは、フクイサウルス・フクイティタン・フクイラプトルなどといった新種の恐竜化石が発見されている。同ジオパークは、「恐竜はどこにいたのか?大地が動き、大陸から勝山へ」をメインテーマとし、「恐竜・恐竜化石」、法恩寺山および経ヶ岳の「火山と火山活動」、九頭竜川などの河川による「九頭竜川などの河川のはたらきとその地形」の3つの小テーマ（ジオストーリー）が設定されている。2009年（平成21年）10月28日に日本ジオパークネットワークへの正会員としての加盟が認められた（日本ジオパーク認定）。新潟県を除く北陸地方（福井県・石川県・富山県）では初めての認定となっている。

## ジオストーリー

### 恐竜・恐竜化石
- かつやま恐竜の森（長尾山総合公園）[5][6] - 化石発掘体験[7]
  - 福井県立恐竜博物館[5][6]
- 杉山川 - 恐竜化石発掘地、野外恐竜博物館（2014年に開設）[8]

### 火山と火山活動
- スキージャム勝山 - 法恩寺山火山の溶岩台地（芳野ヶ原）。
- 弁ヶ滝 - 滝壁が溶岩でできている滝。
- 御堂之滝・釣鐘岩（柱状節理）
- 大矢谷白山神社の巨大岩塊[9] - 経ヶ岳の大規模な崩壊により運ばれてきた岩屑なだれ岩塊[9]。
- 池ヶ原湿原[10] - 岩屑なだれ堆積物が地すべりを起こして形成された低層湿原。アシをはじめとし、オオミズゴケ、ミズチドリ、トキソウなどといった湿地性植物が生育している[10]。
- 樫ヶ壁（かしがかべ）[10] - 岩屑なだれの末端部分。
- 平泉寺白山神社（かおり風景100選）[11]
- 中宮平泉寺参道（日本の道100選）

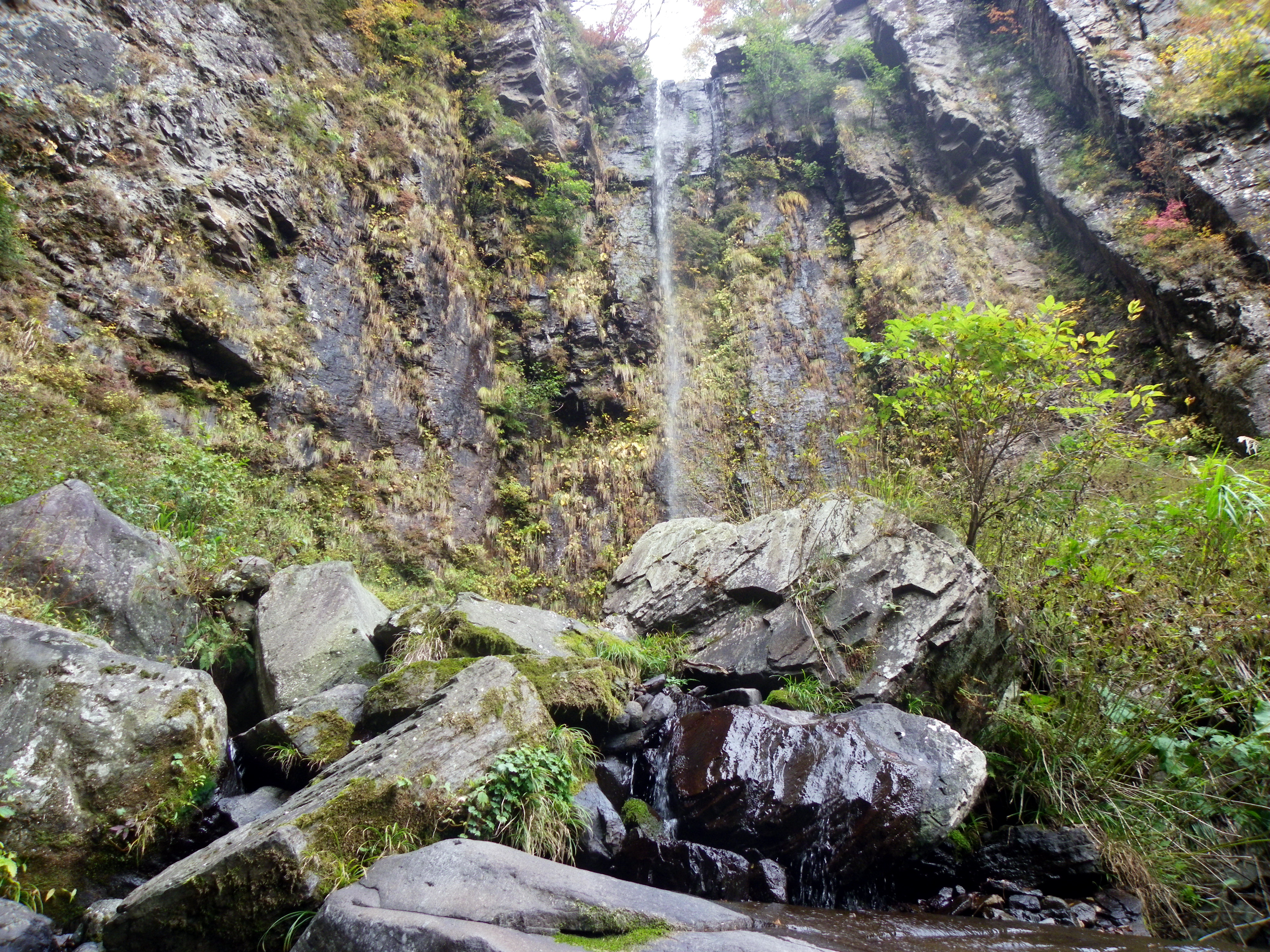
弁ヶ滝
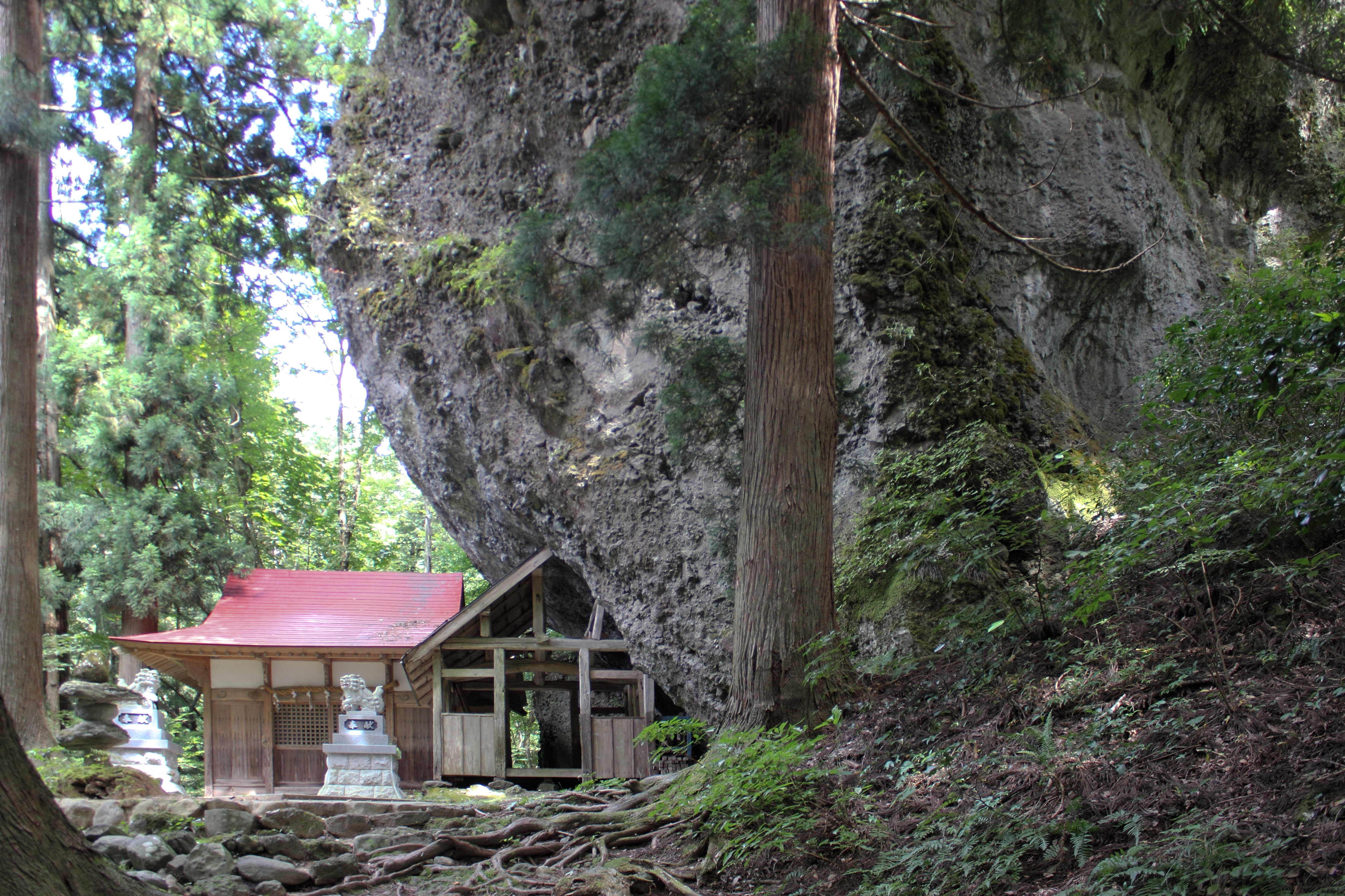
大矢谷白山神社の巨大岩塊

### 九頭竜川などの河川のはたらきとその地形
- 七里壁（しちりかべ）[12] - 九頭竜川右岸の河岸段丘。現在の勝山市の市街地は段丘に沿って形成されている[12]。
- 大清水（おおしょうず）[12] - 滝波川本流など数本の河川が形成した伏流水[12]。
- はたや記念館 ゆめおーれ勝山（近代化産業遺産群33〜近代化遺産が紡ぎ出す先人たちの物語〜）[13]
- 勝山左義長
- 勝山城 - 段丘上部に配置されていた[12]。
- 弁天桜